# Chasse-marée (convoi)
 (octobre 2015).
 (octobre 2015).
Améliorez-le ou discutez des points à vérifier. 
Pour les articles homonymes, voir Chasse-marée.

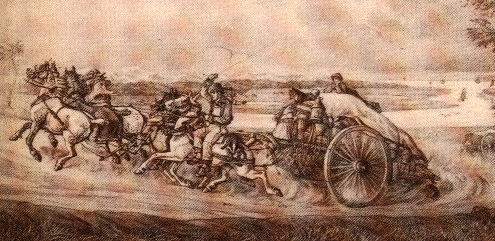
Attelage de chasse-marée picards.

Un chasse-marée est un convoi de poisson frais vers les villes de l'intérieur, de la Manche vers Paris mais aussi Amiens ou Beauvais. Le terme marée renvoie à l'arrivage de poisson fraîchement pêché.

## Évolution du terme
Par métonymie, ce terme en est venu à qualifier le métier, les véhicules utilisés (chariots, charrettes) puis, lorsque les techniques de transport ont évolué, le navire du même nom chargé de cette tâche sur la côte atlantique.
On retrouve déjà ce nom dès 1350 dans une ordonnance rendue par Jean II « en faveur des Chasses-marées contre les pourvoyeurs des maisons du Roi, de la Reine et des princes qui arrêtaient ces forains, qui prenaient le poisson destiné à Paris »
Le terme chasse-marée s'appliquant principalement aux véhicules et au métier, le convoi a pu se voir qualifier de « train de chasse-marée ».

## Routes et trajets
Constituée de poisson frais, la marée est une denrée éminemment périssable. La contrainte qui pèse sur son acheminement est donc d'abord une contrainte de temps, le poisson n'étant pas salé (ou alors très faiblement). Pourtant les lieux de consommation ne sont pas situés en bord de mer, la ville de Paris, principale agglomération concernée, se trouve à 145 km de la côte par le chemin le plus court depuis Le Tréport. Le chemin suivi par les convois, le plus court évidemment, suit à peu près celui des voies romaines établies entre Lutèce et la côte de la Manche. 
À Paris, la rue Poissonnière conserve le souvenir de ce chemin des chasse-marée.
La Fédération française de la randonnée pédestre propose désormais un GR « sur les traces des chasse-marée » (consulté le 5 octobre 2015).
Au XVIIe siècle, c'est le retard des chasse-marée qui provoque le suicide du célèbre Vatel, cuisinier du Grand Condé, désespéré de ne pas recevoir le poisson attendu pour la table de son maître.